# بيودريكورت
بيودريكورت (بالفرنسية: Beaudricourt)‏ هي بلدية تقع في إقليم باد كاليه من منطقة نور با دو كاليه في شمال فرنسا. تبلغ مساحة هذه المدينة 4.58 (كم²)، وترتفع عن سطح البحر 143 م، يبلغ عدد سكانها 98 نسمة حسب إحصاء المعهد الوطني للإحصاء والدراسات الاقتصادية سنة 2009 م. وترأس ميشيل مارتن ‏ البلدية خلال فترة (2008-2014).